# Belogradcsik
Belogradcsik (bolgárul: Белоградчик) 4339 lakosú kisváros Bulgária északnyugati részén, Vidin megye déli felén, amelynek második legnépesebb települése. A város Szófiától körülbelül 180 km-re északnyugatra, Montanától 70 km-re északnyugatra, Vidintől pedig körülbelül 50 km-re délnyugatra található. Neve a szláv bjelo, azaz fehér, valamint a várat jelentő grad szóösszetételből származik (vö. Belgrád). A város főleg látnivalóiról nevezetes, ezek közé tartozik a belogradcsiki erőd, a különleges vörös sziklák és a közeli Veneca- és Magura-barlang.

## Földrajza
A város körülbelül 520 méteres magasságban fekszik a Balkán-hegységhez tartozó Veneza és Vedernik hegységek között, 50 kilométerre a Dunától. A város közelében fekszik egy körülbelül tíz kilométer hosszú és két kilométer széles sziklaterület, több mint 200 kisebb, vöröshomokkő és konglomerátum kőzetből álló sziklatoronnyal. Körülbelül 230 millió évvel ezelőtt a paleozoikum végén homok- és márgarétegek rakódtak le ezen a területen. A szilikátosodás és a hőhatás eredményeként keletkeztek a ma is jellemző kőzetek, amelyek vas-oxidos szennyezés miatt vöröses árnyalatot kaptak. A jurában szürke és krémfehér mészkőrétegek rakódtak le a homokkövekre. Amikor a Balkán-hegység 45 millió évvel ezelőtt felgyűrődött, a terület szárazfölddé vált. Repedések jelentek meg a legmagasabb részén, ahol megkezdődött a víz, a szél és a hőmérséklet-ingadozás pusztító eróziós munkája. Ez a tevékenység idővel elérte a homokköveket, amely egyenetlen keménysége miatt változó mértékben erodálódott, így évmilliók alatt létrejöttek a belogradcsiki sziklák különös formációi, amelyek 1949 óta természetvédelmi területnek számítanak. A homokkőben és a mészkőben több mint 100 barlang alakult ki, amelyek gyönyörű formációkban, szakadékokban és értékes faunában gazdagok. A leghíresebb barlang a kiépített Magura, ennek hossza meghaladja a 2500 métert, valamint a cseppkövekben gazdag Veneca. A különleges táj szerepel az UNESCO világörökségi javaslati listáján.

## Története
A rómaiak már az 1. században erődítményt építettek az itt található sziklák közé. Ezt a bizánciak, a bolgárok és a törökök többször elpusztították és újjáépítették. Az erőd lábánál fekvő várost egy dokumentum említi először 1454-ben. A jelenlegi erőd a török uralom alatt, 1850-ben készült el I. Abdul-Medzsid oszmán szultán uralma alatt. A helyi lakosság kizsákmányolása ugyanabban az évben parasztlázadáshoz vezetett, de ezt sikeresen elnyomták. A kommunizmus bukása óta a város egyre inkább turisztikai központtá fejlődik. A környező sziklákat az 1960-as évek óta hozzáférhetővé tették a sziklamászók számára.

## Fordítás
- Ez a szócikk részben vagy egészben  a(z)   Белоградчик című bolgár Wikipédia-szócikk ezen változatának fordításán alapul.  Az eredeti cikk szerkesztőit annak laptörténete sorolja fel. Ez a jelzés csupán a megfogalmazás eredetét és a szerzői jogokat jelzi, nem szolgál a cikkben szereplő információk forrásmegjelöléseként.
- Ez a szócikk részben vagy egészben  a   Belogradtschik című német Wikipédia-szócikk ezen változatának fordításán alapul.  Az eredeti cikk szerkesztőit annak laptörténete sorolja fel. Ez a jelzés csupán a megfogalmazás eredetét és a szerzői jogokat jelzi, nem szolgál a cikkben szereplő információk forrásmegjelöléseként.